# Vandali Iustiniani
Les Vandali Iustiniani (« Vandales de Justinien ») sont un régiment peu connu de cavaliers byzantins, créé en 534 par l'empereur Justinien.
Après la conquête byzantine de l'Afrique vandale, un grand nombre de prisonniers de guerre vandales sont déportés à Constantinople, capitale de l'Empire byzantin. Une partie est incorporée dans la garde impériale ; le reste forme cinq unités de 400 cavaliers, les Vandali Iustiniani, qui sont par la suite dirigés sur les frontières de la Perse, sur l'Euphrate.
Après le règne de Justinien (527-565), ce régiment n'est plus mentionné.

## Source primaire
- Procope de Césarée, Guerres de Justinien, « Guerre des Vandales », livre IV.